# Iawnana (Film)
Iawnana (იავნანა, georg. für „Schlaflied“) ist ein georgischer Film der Regisseurin Nana Dschanelidse aus dem Jahr 1994. Das Drehbuch basiert auf der Erzählung „iawnanam ra hkmna“ (deutsch: Was hat Iawnana getan) des georgischen Schriftstellers Iakob Gogebaschwili.

## Handlung
Die kleine Keto, das einzige Kind einer betuchten georgischen Familie im 19. Jahrhundert, wird von zwei lesgischen Männern entführt (vgl. Lekianoba). Die Eltern finden ihre Tochter nach Jahren wieder, aber sie kann sich nicht an ihre Kindheit und ihre Vergangenheit erinnern. Da Keto andauernd schweigt und die Versuche ihrer Mutter ihr die Erinnerung wieder zu geben vergebens sind, wird beschlossen, Keto nach Dagestan zurückzubringen, wo die Entführer sie hingebracht hatten. Die verzweifelte Mutter kann nichts anderes machen, als ihr zum Abschied ein Wiegenlied (Iavnana) zu singen. Kann das Lied der Mutter ihr helfen, ihre richtige Familie, Muttersprache, ihr eigenes Land und sich selbst wieder zu finden?

## Auszeichnungen
- Georgischer Staatspreis[1]
- Iakob Gogebaschwili Pädagogik-Preis[1]